# 本特·林德奎斯特
本特·林德奎斯特（瑞典語：Bengt Lindqvist，1934年4月21日—），瑞典男子冰球运动员，场上位置是守门员。他曾代表瑞典国家队参加1960年冬季奥林匹克运动会冰球比赛，获得第5名。